# Tourmaline-Plateau
Das Tourmaline-Plateau ist ein 1700 m hoch gelegenes und eisbedecktes Hochplateau im ostantarktischen Viktorialand. Es liegt im Zentrum der Deep Freeze Range und wird von den Howard Peaks sowie Bergen und Bergkämmen begrenzt, die vom Mount Levick in nordsüdlicher Ausdehnung abgehen.
Die Nordgruppe der New Zealand Geological Survey Antarctic Expedition (1965–1966) benannte das Plateau nach dem turmalinhaltigem Granitgestein, das hier anzutreffen ist.